# Дерех, Виталий Мирославович
Виталий Мирославович Дерех (укр. Віталій Мирославович Дерех; 3 сентября 1987, Тернополь — 28 мая 2022, Попасная) — украинский военнослужащий, младший сержант, участник российско-украинской войны. Герой Украины (8 июля 2023, посмертно).

## Биография
Родился в Тернополе, окончил Галицкий колледж имени Вячеслава Черновола. Работал журналистом в газете «20 хвилин» и участвовал в экспедициях в Южную Африку и на Мадагаскар. Был активным участником Революции Достоинства, входил в 15-ю сотню Самообороны Майдана, спасал людей на улице Институтской 20 февраля 2014 года.
С юности участвовал в скаутском движении «Пласт», был членом куреня «Орден Залізної Остроги». В 2014—2015 годах служил в батальоне «Айдар», а в 2022 году вернулся на фронт в составе 3-го отдельного батальона специального назначения 1-й отдельной бригады специального назначения имени Ивана Богуна, где командовал противотанковым отделением.
Погиб 28 мая 2022 года в результате авиационного удара вблизи Попасной. Похоронен на Микулинецком кладбище в Тернополе.

## Награды
- Звание «Герой Украины» с удостоением ордена «Золотая Звезда» (8 июля 2023, посмертно) — за личное мужество и героизм, проявленные в защите государственного суверенитета и территориальной целостности Украины, верность военной присяге[2].
- Орден «За мужество» III степени (23 ноября 2022, посмертно) — за личное мужество и самоотверженные действия, проявленные в защите государственного суверенитета и территориальной целостности Украины, верность военной присяге[3].

## Память
24 февраля 2025 года на фасаде дома Тернопольского Пласта открыли мемориальные доски пяти павших Героям-пластунам Богдану Сенюку, Сергею Коновалу, Николаю Погорелому, Виктору Гурняку, Виталию Дереху.